# Deutsch-senegalesische Beziehungen
Die Deutsch-senegalesischen Beziehungen werden vom Auswärtigen Amt als „freundschaftlich“ beschrieben. Beide Länder verbinden eine enge Partnerschaft in der Entwicklungszusammenarbeit und zwischen beiden Ländern bestehen zahlreiche kulturelle Verbindungen. Die Intensität des wirtschaftlichen Austauschs zwischen den Ländern hat allerdings noch Steigerungspotenzial.

## Geschichte
Der Senegal wurde im deutschsprachigen Raum erstmals durch den 1773 in deutscher Sprache erschienenen Reisebericht Reise nach Senegal des französischen Botanikers Michel Adanson bekannt. Spätere ins Deutsche übersetzte Berichte wurden von Pierre-Raymond de Brissons (1790), André-Charles de La Jaille (1802) und Jean Baptiste Léonard Durand (1803) verfasst. Als Teil des französischen Kolonialreiches kämpfen Soldaten aus dem Senegal im Ersten (1914–1918) und Zweiten Weltkrieg (1939–1945) gegen Deutschland. Im Juni 1940 ermordeten Angehörige der SS-Division Totenkopf und anderen Verbänden in Frankreich 188 senegalesische Soldaten. Auch Léopold Sédar Senghor wurde gefangen genommen und entging nur knapp der Erschießung. 1950 freundete sich Senghor mit dem deutschen Schriftsteller Janheinz Jahn an, dessen Publikationen das (westdeutsche) Afrikabild entscheidend änderten und modernisierten. Senghor wurde 1960 der erste Präsident des unabhängigen Senegal.
Im Jahre 1955 richtete die Bundesrepublik Deutschland (BRD) ein Konsulat in Dakar in Französisch-Westafrika ein, welches fünf Jahre später in eine Botschaft umgewandelt wurde. Erster Botschafter der BRD in Senegal wurde Walter Reichhold. 1968 wurde Senghor als senegalesischer Präsident mit dem Friedenspreis des Deutschen Buchhandels ausgezeichnet. Dabei kam es bei der Preisverleihung in Frankfurt am Main zu Protesten von linken Aktivisten, die Senghor vorwarfen, ein „afrikanischer Ideologe des Kolonialismus und Neokolonialismus“ zu sein, da er eine prowestliche Politik betrieb. Mit dem Abschluss eines Kulturabkommens wurde 1970 die kulturelle Zusammenarbeit zwischen beiden Ländern vertieft und drei Jahre später expandierte das Goethe-Institut in den Senegal. Nach dem Ende der Hallstein-Doktrin unter Kanzler Willy Brandt nahm Senegal 1973 auch diplomatische Beziehungen zur Deutschen Demokratischen Republik (DDR) auf. Im folgenden Jahr wurde eine senegalesische Botschaft in Bonn, der Hauptstadt der BRD, eröffnet.
Nach der deutschen Wiedervereinigung verlegte Senegal seine Botschaft von Bonn nach Berlin. Im 21. Jahrhundert wurden die kulturellen und politischen Beziehungen weiter vertieft und 2006 wurde der Senegalesisch-Deutsche Wirtschaftsverband (SeDeWi) im Anschluss an einen Besuch des senegalesischen Präsidenten Abdoulaye Wade in Deutschland gegründet. 2013 wurde mit dem in Senegal geborenen Karamba Diaby erstmals ein afrikanischstämmiger Politiker in den Deutschen Bundestag gewählt. Auch der frühere Bundestagsabgeordnete Charles M. Huber hat väterlicherseits familiäre Wurzeln in Senegal und hat seit 2004 ein Haus in Mbour, wo er auch zeitweise gelebt hat. Im August 2018 besuchte Bundeskanzlerin Angela Merkel die Republik Senegal.

## Wirtschaftlicher Austausch
Die wirtschaftlichen Beziehungen zwischen beiden Staaten sind noch wenig entwickelt und stehen für Senegal hinter denen zur ehemaligen Kolonialmacht Frankreich und der Volksrepublik China zurück. Das bilaterale Handelsvolumen zwischen beiden Ländern lag 2021 bei 213 Millionen Euro. Deutschland exportiert nach Senegal vorwiegend chemische und industrielle Erzeugnisse wie Autos und Maschinen und importiert im Gegenzug Nahrungsmittel und Rohstoffe. 1967 wurde zwischen beiden Ländern ein Investitionsschutzabkommen abgeschlossen und 2018 begannen Verhandlungen über ein Doppelbesteuerungsabkommen.

## Kultur
Zu den in Senegal präsenten deutschen Institutionen zählen die fünf politischen Stiftungen (Friedrich-Ebert-Stiftung, Friedrich-Naumann-Stiftung, Heinrich-Böll-Stiftung, Konrad-Adenauer-Stiftung, Rosa-Luxemburg-Stiftung), das Goethe-Institut, der Deutsche Akademische Austauschdienst (DAAD), die Gesellschaft für Internationale Zusammenarbeit (GIZ), die Kreditanstalt für Wiederaufbau (KfW) und eine Beratergruppe der Bundeswehr. Vielfältige Kontakte und Partnerschaften bestehen zwischen Städten, Schulen und Kirchgemeinden bzw. Diözesen. Projekte bestehen in den Bereichen Musik, Fotografie, Bildende Kunst und modernem Tanz. Zwischen beiden Ländern bestehen zudem Kooperationen in Forschung und im Hochschulbereich.
Seit 1973 besteht an der Universität Dakar ein Institut für Germanistik. 2002 wurde Dr. Ibrahima El Hadj Diop an der Universität Duisburg-Essen habilitiert und wurde damit der erste Germanist des Landes. An senegalesischen Schulen ist Deutsch die viertbeliebteste Fremdsprache und 2010 lernten in Senegal 17.588 Personen die deutsche Sprache.
Auch im Sport bestehen enge Beziehungen zwischen beiden Ländern. Die Deutschen Otto Pfister (1979–1982) und Peter Schnittger (1999–2000) waren Nationaltrainer der Senegalesischen Fußballnationalmannschaft. Senegalesische Fußballspieler wie Papiss Demba Cissé, Demba Ba, Mame Diouf, Lamine Sané, Souleymane Sané, Bouna Sarr und Sadio Mané waren in Deutschland aktiv. Leroy Sané, Sohn von Souleymane Sané, wurde Nationalspieler Deutschlands.

## Entwicklungszusammenarbeit
Deutschland ist für Senegal ein wichtiges Geberland in der Entwicklungshilfe. Seit der Unabhängigkeit des Landes bis ca. 2022 hat Deutschland knapp 900 Millionen Euro an Entwicklungshilfe geleistet. Schwerpunkt der Partnerschaft liegt auf den Bereichen Energie, Bildung und die Schaffung von Arbeitsplätzen.

## Diplomatische Standorte
- Deutschland hat eine Botschaft in Dakar.[8]
- Senegal hat eine Botschaft in Berlin.[9]

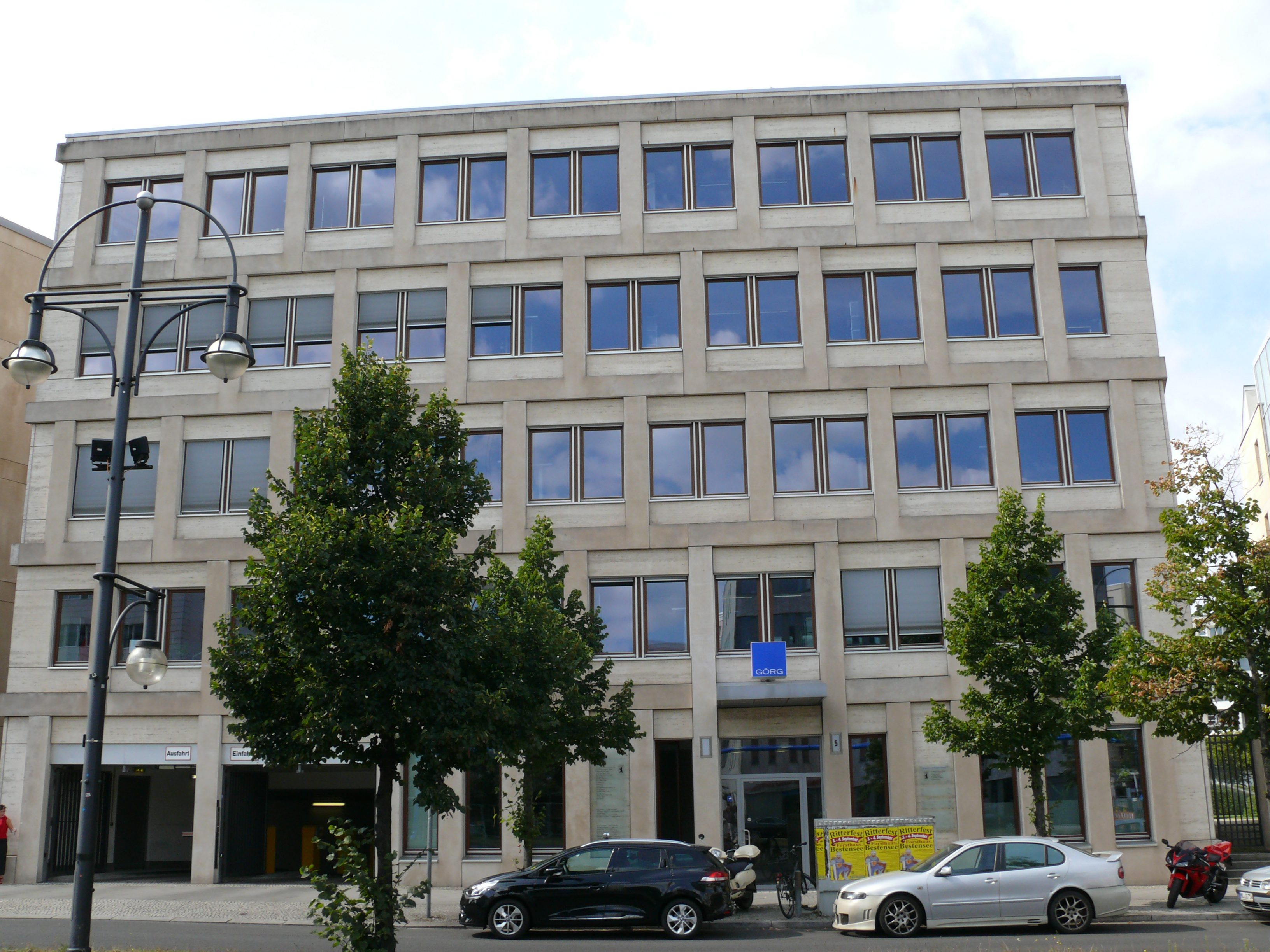
Senegalesische Botschaft in Berlin